# Totó (Oz)
Totó é nome do cãozinho de estimação da menina Dorothy, na obra do escritor norte-americano L. Frank Baum, que acompanha a garota em sua primeira aventura na Terra de Oz.

## O personagem
Totó é companheiro inseparável de Dorothy na fazenda do Kansas em que a garota mora. Ele e a menina são levados por um tornado, junto com a própria casa.
Deixados sobre uma malvada bruxa, que morre atingida pela casa, libertando um estranho povo de homenzinhos (os Quadlings), não ocorre com Totó o que nas obras futuras de Baum se passa com outros bichos: eles tornam-se falantes.
Permanecendo mudo durante toda a obra, o cãozinho segue sempre ao lado da sua dona e seus novos amigos: o Espantalho, o Homem de Lata e o Leão Covarde, na busca de um jeito para voltar para casa.
Procuram o Mágico de Oz a fim de que este possa solucionar o problema mas, quando estão prestes a embarcar num balão feito pelo Mágico, Totó escapa, correndo atrás de um gato, fazendo com que a volta para casa seja adiada.
No segundo livro da série, ele e Dorothy não aparecem e, no terceiro, Ozma of Oz, Dorothy é acompanhada por Billina, uma galinha falante. Mas a garota continua preocupada com seu pequeno amigo canino, tanto que já no final da obra, antes de voltar para casa, observa a fazenda, procurando-o, através de um quadro mágico.

## No cinema

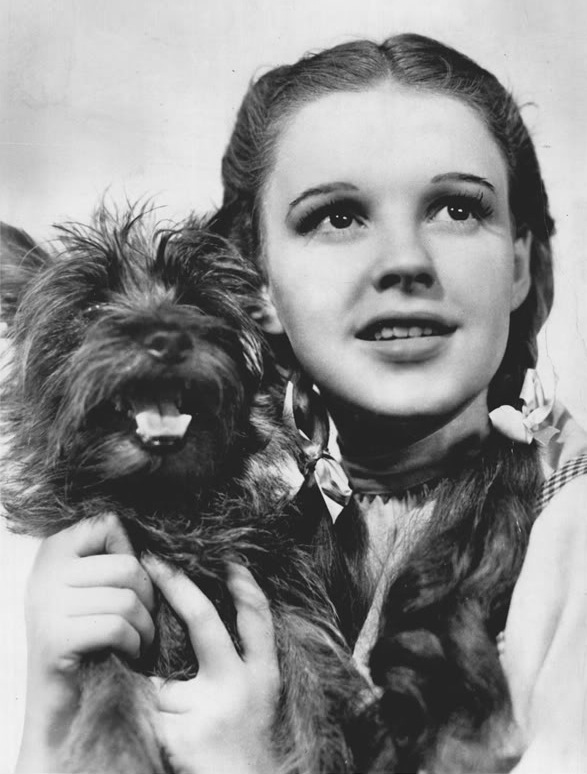
Totó (Terry) com Dorothy (Judy Garland).

Totó foi "interpretado" por uma cadela da raça Cairn terrier, chamada Terry, no filme The Wizard of Oz.  Terry tinha 6 anos e experiência no cinema (apesar de que teve de se adestrada para reduzir sua timidez) nos filmes Ready for Love, Olhos Encantados (ambos de 1934), O Anjo das Trevas (1935) Fúria (1936), Laffite, o Corsário, e Stablemates (1938), e continuou fazendo filmes até 1942, falecendo dois anos depois na fazenda do adestrador Carl Spitz.